# Pronatalizm
Pronatalizm – system poglądów propagujący rozrodczość. Główne założenia pronatalizmu to celowość podnoszenia:
- liczby urodzeń,
- dzietności rodzin,
- tempa wzrostu ludnościowego.

Konieczność dążenia do spełnienia tych założeń uzasadnia się korzystnymi skutkami gospodarczymi i społecznymi.
W swojej historii pronatalizm był elementem różnych koncepcji ludnościowych. Obecnie charakteryzuje przede wszystkim doktryny społeczne głównych religii świata. Jest również źródłem formułowania w niektórych państwach (o niskiej liczbie urodzeń lub dotkniętych znacznymi stratami ludnościowymi) pronatalistycznej polityki ludnościowej.